# San Prosdócimo (Donatello)
San Prosdócimo de Donatello es una de las estatuas de bronce de bulto redondo que decoran el altar de San Antonio de Padua en la basílica del Santo en Padua. Tiene una medida 163 cm de altura y su ejecución se remonta a los años 1446-1453. 

## Historia
La obra forma parte de las siete estatuas de bulto redondo que decoran el altar, que se realizó durante la estancia en Padua del gran escultor florentino. 
La estatua se fundió con la técnica de la cera perdida entre la segunda mitad del 1446 y la salida de la artista de Padua en 1453. Las obras fueron retocadas durante mucho tiempo, mucho más allá de la salida de Donatello: se  tiene noticia de ello hasta el año 1477.
Puesto que la estructura arquitectónica original fue destruida hacia finales del siglo XVI, la versión que hoy se ve es una controvertida reconstrucción del arquitecto Camillo Boito de 1895.
Los santos dispuestos en torno al trono de la Madonna con el Niño formaban así un tipo de Sagrada conversación escultural, realizada en el precioso material del bronce.

## Descripción
San Prosdócimo, primer obispo de Padua, es retratado de pie y hace pendant con el otro obispo, Santo Ludovico. Generalmente, se colocan como las dos figuras más alejadas del centro, cerrando con sus dos bastones pastorales la serie.
El obispo es retratado barbudo y con una amplia capa, mientras en la mano sostiene un libro y el típico atributo del ánfora, con la cual bautizó a santa Justina. Las cejas fruncidas le confieren una expresión torva que mira hacia abajo girándose ligeramente hacia la derecha, por lo cual se supone que fue originariamente colocado a la derecha del centro. Algunos rastros de doradura decoran la capa así como la mitra del santo. El vestido presenta pliegues de trayectoria prevalentemente vertical, mientras que la capa recogida alrededor del cuerpo se superpone al anterior con líneas de diversa inclinación.